# Sinthaveechai Hathairattanakool
Sinthaveechai Hathairattanakool (Thai: สินทวีชัย หทัยรัตนกุล; * 23. März 1982 in der Provinz Sakon Nakhon als Kosin Hathairattanakool), auch als Tee bekannt, ist ein thailändischer Fußballspieler und -trainer.

## Karriere

### Spieler
Aufgewachsen in der Provinz Chonburi, ging er auf die Assumption-Sriracha-Schule, wo er auch seine Fußballkarriere begann. Regelmäßig nahm er an lokalen und regionalen Turnieren teil. Seine Profilaufbahn begann er beim FC Thailand Tobacco Monopoly, wo er auch zum Nationalspieler heranwuchs. So erhielt er im Jahr 2004 seine erste Einladung zur Nationalmannschaft. Das erste große Turnier für ihn war die Asienmeisterschaft 2004 in China. Im Jahr 2006 wechselte er von Osotspa zu Persib Bandung nach Indonesien, kehrte aber bereits nach sechs Monaten nach Thailand zurück und schloss sich dem Chonburi FC an. 2007 nahm er mit der Nationalmannschaft an den Asienspielen in Doha teil, der ASEAN-Fußballmeisterschaft und der Fußball-Asienmeisterschaft. Zudem konnte er mit seinem Verein FC Chonburi die Meisterschaft in der Thailand Premier League erringen und wurde sogar mit Manchester City in Verbindung gebracht. 2008 spielte er mit dem FC Chonburi in der AFC Champions League.
2009 änderte er seinen Vornamen von Kosin auf Sinthaveechai. Im Oktober, nach Ende der Thai Premier League Saison 2009, wurde Kosin an Persib Bandung ausgeliehen. Dort spielte er bereits 2006. Im März, rechtzeitig zu Saisonbeginn in Thailand, soll er zum Chonburi FC zurückkehren. 2016 unterschrieb er einen Vertrag bei Suphanburi FC. Nach drei Jahren ging er zur Rückserie 2019 wieder zurück zu seinem alten Verein Chonburi FC. Nach 35 Erstligaspielen für Chonburi wurde sein Vertrag zum Saisonende nicht verlängert. Der Zweitligaaufsteiger Muangkan United FC aus Kanchanaburi nahm ihn zur Saison 2021/22 unter Vertrag. Nach neun Zweitligaspielen wurde sein Vertrag im Dezember 2021 aufgelöst. Zur Rückrunde 2021/22 schloss er sich Ende Dezember 2021 dem Bangkoker Erstligisten Police Tero FC an. Am Ende der Saison 2023/24 musste er mit Police Tero den Weg in die zweite Liga antreten. Nach insgesamt 44 Ligaspielen wurde sein Vertrag im Sommer 2024 nicht verlängert.

### Trainer
Nachdem Rangsan Viwatchaichok, der Cheftrainer von Police Tero FC, den Verein im November 2023 verließ, übernahm Sinthaveechai Hathairattanakool den Erstligisten als Interimstrainer. Das Amt hatte er bis zum 28. Februar 2024 inne. Einen Tag später wurde er Teammanager beim Erstligaabsteiger Chonburi FC. Nachdem Pipob On-Mo als Cheftrainer am 25. November 2024 zurücktrat, übernahm er den Zweitligisten als Interimstrainer. Ende Dezember 2024, als Thawatchai Damrong-Ongtrakul den Verein als Cheftrainer übernahm, endete seine Zeit als Interimstrainer. Im Juli 2025 kehrte er zu Police Tero zurück. Hier übernahm er das Amt des Torwarttrainers.

## Erfolge

### Verein
Chonburi FC
- Thailändischer Meister: 2007
- Thailändischer Pokalsieger: 2010
- Kor-Royal-Cup-Sieger: 2007, 2009, 2011

### Nationalmannschaft
- Teilnahme an der Endrunde der U17-Weltmeisterschaft 1999
- Teilnahme an den Asienspielen 2006
- Teilnahme an der Endrunde der Asienmeisterschaft 2004, 2007
- Finalist der ASEAN-Fußballmeisterschaft 2007, 2008
- King’s-Cup-Gewinner 2006

## Auszeichnungen
Thai Premier League
- MVP Award für Torhüter: 2007
- Fußballer des Jahres: 2011